# 拉卡拉
拉卡拉集團（全稱：拉卡拉支付有限公司，簡稱：拉卡拉）是中國一家金融服務的上市企業（300773.SZ），於2005年成立。

## 合作公司
- 小米- 拉卡拉刷卡器

## 旗下產品
拉卡拉集團是聯想控股成員企業，旗下擁有綜合性互聯網金融服務公司「拉卡拉金服集團」（下轄個人支付、企業支付、徵信、小貸、保理等子公司），以及社區O2O電商公司「拉卡拉電商公司」。
拉卡拉集團主要個人產品有刷卡器和充電寶；主要企業產品有收款寶、POS機和開店寶；主要商戶服務有商戶通和企業收銀台；主要周邊產品有玩偶和服裝和創意生活。

## 深交所关注事件
2020年4月10日深交所向拉卡拉下发关注函，要求其说明在上市不到1年内即重新收购剥离的資產原因，一年前招股書中公司方稱這些資產“导致公司运营效率降低”、“剥离有利于发展主营业务”然而一年後以“本次收购有利于提高核心竞争力、产生良好协同效应”理由回購同樣資產，要求說明此次收购是否存在套利、是否有损上市公司利益、是否存在向大股东输送利益的情形。
此前一天拉卡拉發公告称计划使用自有资金19.09亿元收购公司关联方西藏考拉金科持有的广州众赢维融智能科技有限公司100%股权，以及拟使用自有资金人民币2.07亿元收购公司关联方西藏考拉科技、孙陶然、西藏联投企慧和公司非关联方西藏纳顺网络合计持有的深圳众赢维融科技有限公司100%股权。而本次交易中有三个交易对手为公司关联法人，孙陶然为关联自然人因此本次投资构成关联交易，但不构成重大资产重组。然而深交所認為事情披露不清有非法嫌疑而發出關注。
此前2019年11月、12月深交所也發過兩次关注函於拉卡拉，內容是懷疑炒作股價相關以及收購黑道販售非法公民个人信息發展小額信貸，拉卡拉成為上市不到一年便三度收到关注函的特殊情況。

## 外部連結
- （简体中文）拉卡拉集團中國官網